# Larry Flynt
Larry Flynt, pseudonimo di Larry Claxton Flint Jr. (Salyersville, 1º novembre 1942 – Los Angeles, 10 febbraio 2021), è stato un editore statunitense, nonché il principale proprietario della Larry Flynt Publications (LFP).
LFP produce essenzialmente film e riviste a carattere pornografico, la cui più famosa è senza dubbio Hustler. L'azienda ha un fatturato annuo di approssimativamente 300 milioni di dollari, mentre il patrimonio personale di Flynt era stimato, alla sua morte, di circa 400 milioni. Flynt ha dovuto sostenere svariate imponenti battaglie legali riguardanti il I emendamento della Costituzione degli Stati Uniti d'America, e ha anche tentato di candidarsi a cariche pubbliche, senza successo.
Dal 1978 alla morte ha vissuto su una sedia a rotelle in seguito alle ferite riportate in un attentato che lo ha reso paraplegico. Il crimine è stato attribuito al serial killer neonazista Joseph Paul Franklin che lo confessò anni dopo, senza tuttavia confermare in seguito la confessione o che fossero trovate altre prove, per cui non è mai stato processato e condannato per tale atto. Nel 2003, la rivista Arena lo ha collocato in cima alla lista delle "50 persone più influenti nella pornografia".

## Biografia

### Infanzia
Flynt nacque il 1º novembre 1942 a Salyersville, nella Contea di Magoffin, in Kentucky, da Claxton Flynt ed Edith (Arnett) Flynt. La famiglia era indigente; in seguito dichiarò che al tempo la Contea di Magoffin era la più povera di tutto il Paese. Aveva un fratello minore di nome Jimmy Ray Flynt, nato il 20 giugno 1948. Suo padre era un soldato che combatté nella Seconda guerra mondiale, così Flynt fu allevato dalla madre fino al 1945. Nel 1952 i genitori divorziarono ed egli andò a vivere con la madre ad Hamlet, nell'Indiana. Il fratello Jimmy andò a vivere invece con la nonna materna. Due anni più tardi, Larry tornò a vivere a Lakeville col padre, dal momento che non andava d'accordo col nuovo compagno della madre.
Durante i primi anni di Liceo scappò di casa e, nonostante fosse solo un quindicenne, si arruolò nell'esercito avvalendosi di un certificato di nascita contraffatto. Fu circa in questo periodo che sviluppò la sua passione per il poker. Dal momento che gli Stati Uniti d'America non erano impegnati in alcun conflitto, l'Esercito decise di congedare Flynt e molti altri. Tornò a vivere con la madre e trovò impiego alla Inland Manufacturing Company, un'affiliata della General Motors; ci fu tuttavia un rallentamento nella produzione deciso dai Sindacati e nel giro di tre mesi Flynt si ritrovò senza lavoro. Tornò quindi a vivere con il padre.
Per un breve periodo si improvvisò contrabbandiere, ma rinunciò quando venne a sapere che gli uomini dello sceriffo erano sulle sue tracce.
Dopo aver vissuto per qualche mese con i risparmi accumulati, decise di tentare di arruolarsi di nuovo e sfruttando il solito certificato di nascita fasullo, riuscì a entrare in Marina. Fece carriera fino a diventare un operatore radar sulla USS Enterprise. Era l'operatore in servizio quando alla nave fu assegnato il compito di intercettare e recuperare la navicella di John Glenn nello spazio. Fu congedato nel luglio del 1964.

### Prime imprese
All'inizio del 1965, Flynt prelevò 1.800 dollari dai suoi risparmi e rilevò il bar di sua madre: il Keewee a Dayton (Ohio). Lo risistemò e lo rilanciò, arrivando a ricavarne 1.000 dollari la settimana; sfruttò parte dei proventi per acquistarne altri due. Lavorava fino a venti ore al giorno, assumendo anfetamine per stare sveglio. Sovente gli capitava di dover dirimere risse fra clienti ubriachi e in un'occasione per poco non ne uccise uno a colpi di pistola.
Decise quindi di aprire un nuovo bar rivolto a una clientela più selezionata, che fosse anche il primo della zona a offrire spettacoli con ballerine nude; lo chiamò Hustler Club. A partire dal 1968, con l'aiuto del fratello Jimmy e della sua futura ragazza Althea Leasure, Flynt inaugurò Hustler Clubs ad Akron, Cleveland, Columbus, Cincinnati e Toledo, ognuno dei quali non tardò ad incassare dai 75.000 ai 100.000 dollari l'anno. Rilevò fra l'altro anche i debiti di un piccolo giornale chiamato Bachelor's Beat, le cui pubblicazioni diresse per due anni prima di rivenderlo.

### La rivistaHustler
Nel marzo 1972, Flynt fondò Hustler Newsletter, una pubblicazione di quattro pagine in bianco e nero col programma e i servizi dei suoi club. Questo giornaletto divenne così popolare fra i suoi clienti che nel maggio del 1972 Flynt decise di portarne il formato a sedici pagine, e a trentadue nell'agosto del 1973.
Come conseguenza alla crisi petrolifera del 1973, gli Stati Uniti si trovarono in piena recessione economica. I clienti degli Hustler Club cominciarono così a limitare le consumazioni, e Flynt si vide costretto a trovare nuovi introiti per non dover affrontare la bancarotta. Decise quindi di trasformare Hustler Newsletter in una rivista dai contenuti esplicitamente erotici e a tiratura nazionale. Poté sostenere le spese iniziali rimandando il pagamento delle imposte dovute al fisco per i ricavi dei suoi club. Nel luglio del 1974 fu pubblicato il primo numero di Hustler. Nonostante le prime uscite venissero ampiamente ignorate, nel giro di un anno la rivista divenne un affare molto redditizio, e Flynt fu in grado di far fronte ai debiti col fisco. Nel novembre del 1974, Hustler pubblicò le prime "pink-shots": esplicite foto di vagine. Flynt dovette lottare per distribuire ogni singolo numero, dal momento che parecchie persone, inclusi alcuni della compagnia di distribuzione, ritenevano il materiale troppo esplicito e minacciavano di rimuoverlo dal mercato.
Non passò molto tempo e Flynt venne contattato da un paparazzo che aveva preso degli scatti della ex First Lady Jacqueline Kennedy Onassis mentre prendeva il sole nuda in villeggiatura nel 1971. Flynt se le assicurò per 18.000 dollari e le pubblicò sul numero di agosto del 1975. Il numero suscitò una curiosità incondizionata, e ne furono vendute un milione di copie nel giro di pochi giorni. Finalmente milionario, Flynt si comprò una villa da 375.000 dollari (circa 1.400.000 dollari nel 2009).

### L'attentato

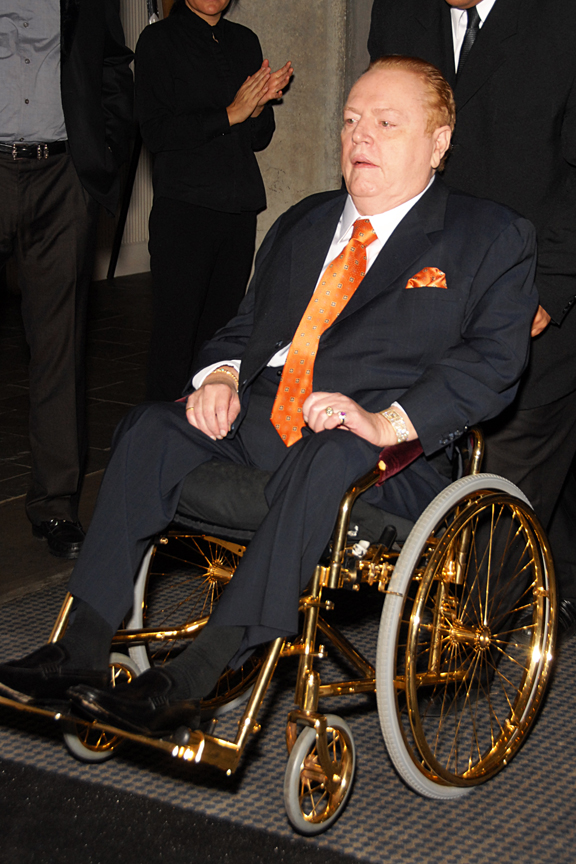
Larry Flynt nel 2009, su una sedia a rotelle placcata d'oro

Flynt in ospedale dopo l'attentato, assieme a suo fratello Jimmy.

Il 6 marzo 1978, durante una battaglia legale che lo vedeva incriminato per oscenità nella Contea di Gwinnett in Georgia, Flynt e il suo avvocato Gene Reeves Jr. furono colpiti da alcuni colpi di arma da fuoco calibro 44 in un attentato nei pressi del Tribunale della Contea a Lanceville. Flynt fu gravemente ferito all'addome e alla spina dorsale. Anni dopo, il serial killer neonazista e suprematista bianco Joseph Paul Franklin, ex membro del Ku Klux Klan, si è attribuito il tentato omicidio, sostenendo di essersi sentito oltraggiato da alcune foto "interrazziali" pubblicate su Hustler.
Franklin, giustiziato il 20 novembre 2013 per altre accuse di omicidio ai danni di ebrei, persone di colore e coppie miste, non è mai stato sottoposto a processo per il tentato omicidio di Larry Flynt e dell'avvocato Reeves, poiché la dichiarazione è stata archiviata, in quanto la confessione giunse anni dopo l'attentato, quando ormai non era più possibile dimostrare alcuna evidenza dietro alle parole di Franklin, secondo il procuratore. In seguito Franklin non smentì né confermò. In coerenza comunque con la sua ferma condanna della pena di morte, Flynt manifestò in seguito la sua opposizione all'esecuzione di Franklin, avvenuta nel 2013 mediante iniezione letale.
Le ferite riportate hanno causato a Flynt dolori strazianti e continui e la paralisi parziale; finì per cadere nella dipendenza da antidolorifici prima che svariate operazioni chirurgiche riuscissero nell'intento di desensibilizzare i nervi coinvolti. Ha anche subito un ictus causato da una delle parecchie overdose da analgesici; in seguito si è ristabilito, pur accusando difficoltà di pronuncia.

#### Morte
Flynt è morto a Los Angeles il 10 febbraio 2021, all'età di 78 anni, a causa di un arresto cardiaco.

## Vita privata
Flynt è stato sposato cinque volte. Il suo matrimonio più duraturo è stato con la quarta moglie, Althea: dal 1976 fino alla sua morte nel 1987. Ha sposato la sua ultima moglie, Elizabeth Berrios, nel 1998. Aveva cinque figli.
Frequentò per un anno i Cristiani Evangelici, convertito nel 1977 dall'evangelista Ruth Carter Stapleton, sorella del Presidente Jimmy Carter. Divenne un "born again" (cristiano ri-nato) secondo la terminologia del culto, e sostenne di aver avuto una visione di Dio mentre pilotava il suo jet. Continuò nondimeno a pubblicare la sua rivista, giurando di "affannarsi per Dio". In seguito a questa parentesi si è dichiarato definitivamente ateo.
Flynt ha diseredato la figlia maggiore, Tonya Flynt-Vega, dopo che lei è diventata una fervente attivista cristiana anti-pornografia. Nel suo libro del 1998, Hustled, la Flynt-Vega sostiene di aver subito abusi sessuali da parte del padre da bambina. Flynt ha negato decisamente gli addebiti, dichiarando di aver superato l'esame della macchina della verità e di essere in possesso di alcune registrazioni in cui la figlia ammette di essersi inventata le accuse per denaro.
Nel 1994 Flynt ha acquistato un Gulfstream II come jet privato, che è stato peraltro utilizzato per le riprese del film Larry Flynt - Oltre lo scandalo (The People vs. Larry Flynt) diretto da Miloš Forman nel 1996, a cui lo stesso Flynt prese parte interpretando il giudice Morrissey. Nel 2005 lo ha sostituito con un Gulfstream IV.

## Attività

### Le imprese
A partire dal 1970, assieme al fratello (nonché socio d'affari di lunga data) Jimmy, Flynt aprì otto strip-club in tutto l'Ohio: a Cincinnati, Toledo, Akron e Cleveland.
Nel luglio del 1974, Flynt concepì Hustler come un'evoluzione di Hustler Newletter, che era un opuscolo concepito per reclamizzare le sue attività. La rivista stentò ad affermarsi per tutto il primo anno, in parte perché molti distributori e venditori rifiutavano di trattare merce simile, dal momento che i nudi si facevano via via più espliciti. Si rivolgeva prevalentemente alla classe lavoratrice, e da un esordio traballante passò nel tempo a una tiratura di circa tre milioni di copie (attualmente sotto le 500.000). Il numero di novembre del 1974, esibiva le prime "pink-shots", foto di vagine esplicitamente mostrate e pornografia molto più diretta di altre riviste. La pubblicazione delle foto "rubate" da un paparazzo a Jacqueline Kennedy Onassis nuda pubblicate sul numero di agosto del 1975 furono il colpo più eclatante.
Flynt ha fondato una propria azienda, la Larry Flynt Publications (LFP) nel 1976.
LFP ha pubblicato diverse altre riviste. Includeva anche un'attività di distribuzione, cosa che potrebbe aver contrariato la mafia, notoriamente interessata al business del porno. LFP non estese i suoi interessi oltre la pornografia fino al 1986, ma in seguito la sua produzione prese a includere contenuti più commerciali. LFP cedette le proprie partecipazioni nel businesses della distribuzione, così come di alcune riviste, a partire dal 1996. LFP cominciò a produrre film pornografici nel 1998, attraverso gli studios della Hustler Video, che rimpiazzò la VCA Pictures nel 2003.
Il 22 giugno 2000, Flynt ha aperto il Casinò Hustler, una sala da gioco situata a Gardena, sobborgo di Los Angeles. Dopo la sua apertura, molti osservatori nell'industria del gioco ipotizzarono che, a causa dei suoi passati problemi legali, Flynt non sarebbe stato in grado di ottenere una licenza per gestire una sala da gioco. Tuttavia, la California Gambling Control Commission ha confermato che Flynt è l'unico proprietario e licenziatario di gioco del Casinò Hustler.
Altre imprese sia interamente di proprietà di, o concesse in licenza a Flynt o LFP Inc. comprendono il Club Hustler, uno strip club, e Hustler Store, di proprietà del fratello di Larry, Jimmy. LFP pubblica anche Barely Legal, una rivista pornografica con giovani donne che hanno da poco compiuto 18 anni, l'età minima per un modello di carattere pornografico o erotico.
Nel 2001, Larry Flynt ha dichiarato un capitale netto di 400 milioni di dollari.

## Battaglie legali
Flynt è rimasto coinvolto in innumerevoli battaglie legali riguardanti principalmente la legislazione circa la pornografia e la libertà di espressione negli Stati Uniti, quasi sempre scontrandosi contro la sentenza Miller vs. California, eccezione sull'oscenità fatta al primo emendamento.

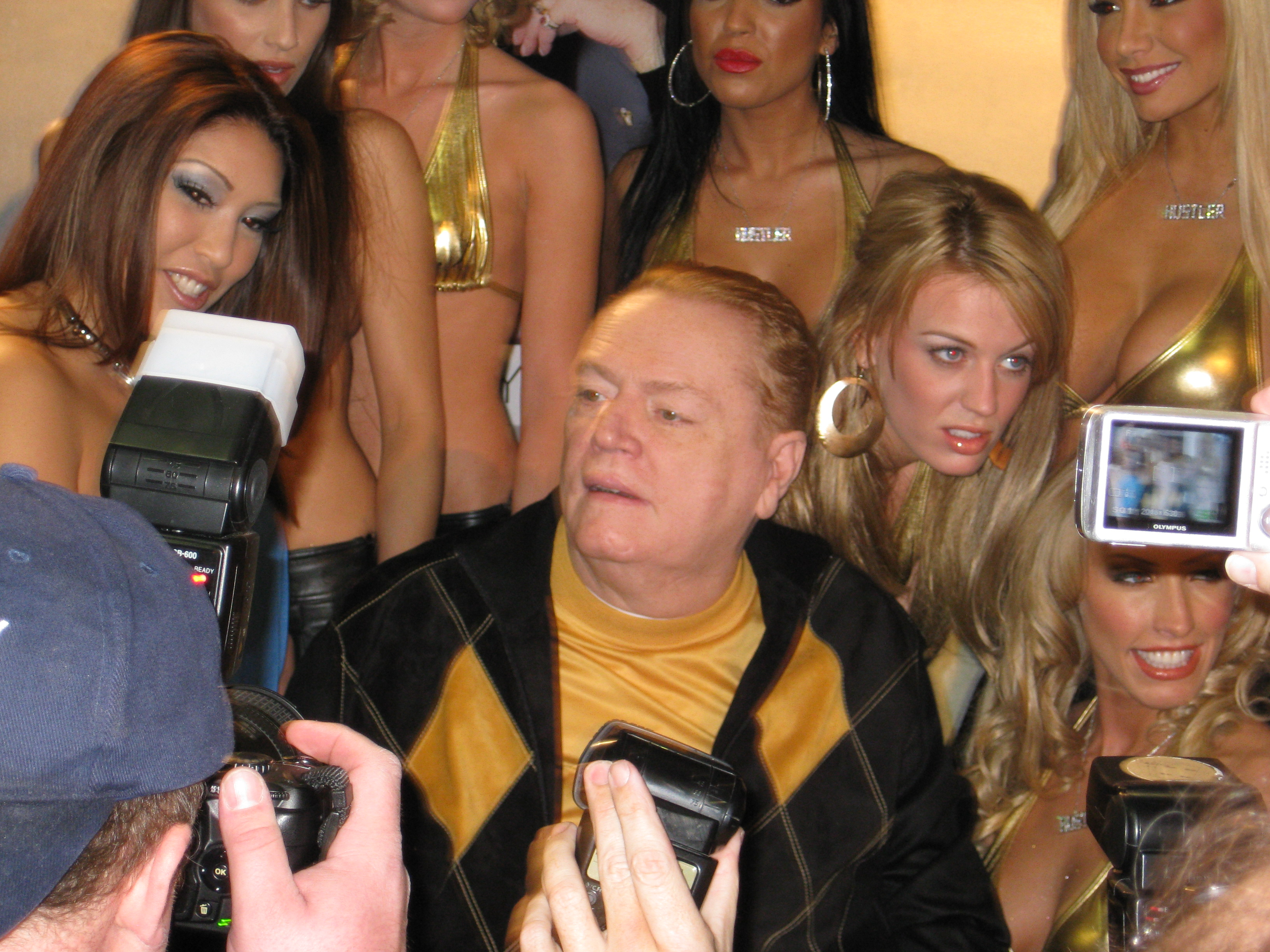
Larry Flynt all'AVN Adult Entertainment Expo 2008

Fu processato una prima volta per oscenità e criminalità organizzata a Cincinnati nel 1976 da Charles H. Keating Jr., tra l'altro a capo di una commissione locale anti-pornografia. In quell'occasione fu condannato a venticinque anni, di cui scontò sei giorni: la condanna venne annullata per un cavillo. Un argomento risultante da questo caso è stato esaminato dalla Corte Suprema degli Stati Uniti nel 1981.
Sentendosi oltraggiata da una vignetta denigratoria pubblicata su Hustler nel 1976, Kathy Keeton, all'epoca fidanzata con l'editore di Penthouse Bob Guccione, presentò una querela per diffamazione contro Flynt in Ohio.
La sua causa fu archiviata perché aveva superato il termine per la prescrizione. Presentò quindi una nuova denuncia in New Hampshire, dove le vendite di Hustler erano alquanto ridotte. La questione se ci fossero gli estremi per una citazione in giudizio in New Hampshire raggiunse la Corte Suprema degli Stati Uniti nel 1983, e Flynt perse.
In seguito a una triviale uscita di Flynt in aula durante quel processo, in cui si dice esclamò "Fanculo questa corte!" e chiamò i giudici "Nient'altro che otto stronzi e una fica a gettoni" (con riferimento al giudice Sandra Day O'Connor), il Presidente della Corte Warren E. Burger lo fece arrestare per oltraggio alla Corte, ma la condanna venne successivamente annullata. Questo caso è talvolta preso ancor oggi in esame al primo anno di giurisprudenza nei corsi di Procedura civile, a causa delle sue implicazioni per quanto riguarda la giurisdizione personale nei confronti di un imputato.
Di nuovo, nel 1983, durante un processo circa il suo rifiuto a rivelare la fonte di certi nastri di sorveglianza del caso John DeLorean, potenzialmente imbarazzanti per l'FBI, Flynt indossava una bandiera americana a mo' di pannolino, e venne condannato a sei mesi (che scontò) per vilipendio alla bandiera. Nei video in questione un agente dell'FBI è ripreso, durante l'arresto di DeLorean, mentre chiede a quest'ultimo se preferisce consegnarsi senza resistenza o avere "la testa di sua figlia sfondata".
Nel 1988, la Corte Suprema diede ragione a Flynt nel caso Hustler Magazine vs. Falwell, dopo esser stato citato in giudizio dal Reverendo Jerry Falwell nel 1983 circa una parodia ritenuta offensiva comparsa su Hustler, in cui si insinuava che Falwell avesse perso la verginità ad opera della madre, in una latrina. Falwell denunciò Flynt, con particolare riferimento allo stress emotivo generato dalla comparsa dal pezzo in questione. La sentenza a favore di Flynt specificava come personaggi pubblici non possono accusare danni da una "inflizione intenzionale di stress emotivo" tramite una parodia. Dopo la morte di Falwell, Flynt dichiarò che nonostante le evidenti divergenze, nel corso degli anni lui e Falwell erano diventati buoni amici, aggiungendo che "Ho sempre apprezzato la sua sincerità nonostante sapessi benissimo cosa vendeva lui e lui sapesse cosa vendevo io".
In seguito a un'operazione di polizia nell'aprile del 1988, Flynt fu accusato di diverse violazioni collegate al reato di oscenità, in particolar modo riguardo alla cessione di video a carattere pornografico a un ragazzino in un negozio per adulti di sua proprietà, a Cincinnati. L'accusa venne patteggiata nel 1999 dalla LFP Inc. (la holding di Flynt) che si dichiarò colpevole per due dei capi di imputazione riguardanti il reato di cessione di materiale osceno, e si impegnò a interrompere l'attività di vendita di video per adulti a Cincinnati.
Nel giugno 2003, i Pubblici Ministeri della Contea di Hamilton, in Ohio, tentarono di ripristinare gli addebiti criminali per cessione di materiale osceno, sostenendo che Larry e Jimmy Flynt avevano violato l'accordo stipulato nel 1999. Flynt si difese dicendo di non aver più alcun interesse negli Hustler Shop, e che dunque non c'erano i presupposti per intentare una causa contro di lui.
Nel gennaio del 2009, Flynt ha sporto denuncia contro due suoi nipoti, Jimmy Flynt II e Dustin Flynt, rei di aver sfruttato il nome di famiglia per produrre una pornografia da lui ritenuta di qualità inferiore.

## Controversie
Flynt è stato al centro di moltissime polemiche, intentate in particolar modo da parte di femministe. Hustler proponeva una rubrica dal titolo Chester the Molester, con vignette i cui contenuti riguardavano molestie su minori e incesto. Nonostante la rubrica dovesse essere negli intenti satirica, nella realtà traeva la sua forza proprio da quegli argomenti che in molti considerano estremamente inquietanti. In un servizio intitolato "Dirty Pool", pubblicato sul numero di Hustler del gennaio 1983, viene raffigurata una donna durante uno stupro di gruppo su un tavolo da biliardo. Pochi mesi dopo la pubblicazione di queste foto, una donna fu stuprata su un tavolo da biliardo a New Bedford (Massachusetts). La replica di Flynt a quel crimine fu di pubblicare una cartolina che ritraeva un'altra donna nuda su un tavolo da biliardo, questa volta recante l'iscrizione "Saluti da New Bedford, Massachusetts. La capitale americana degli stupri."

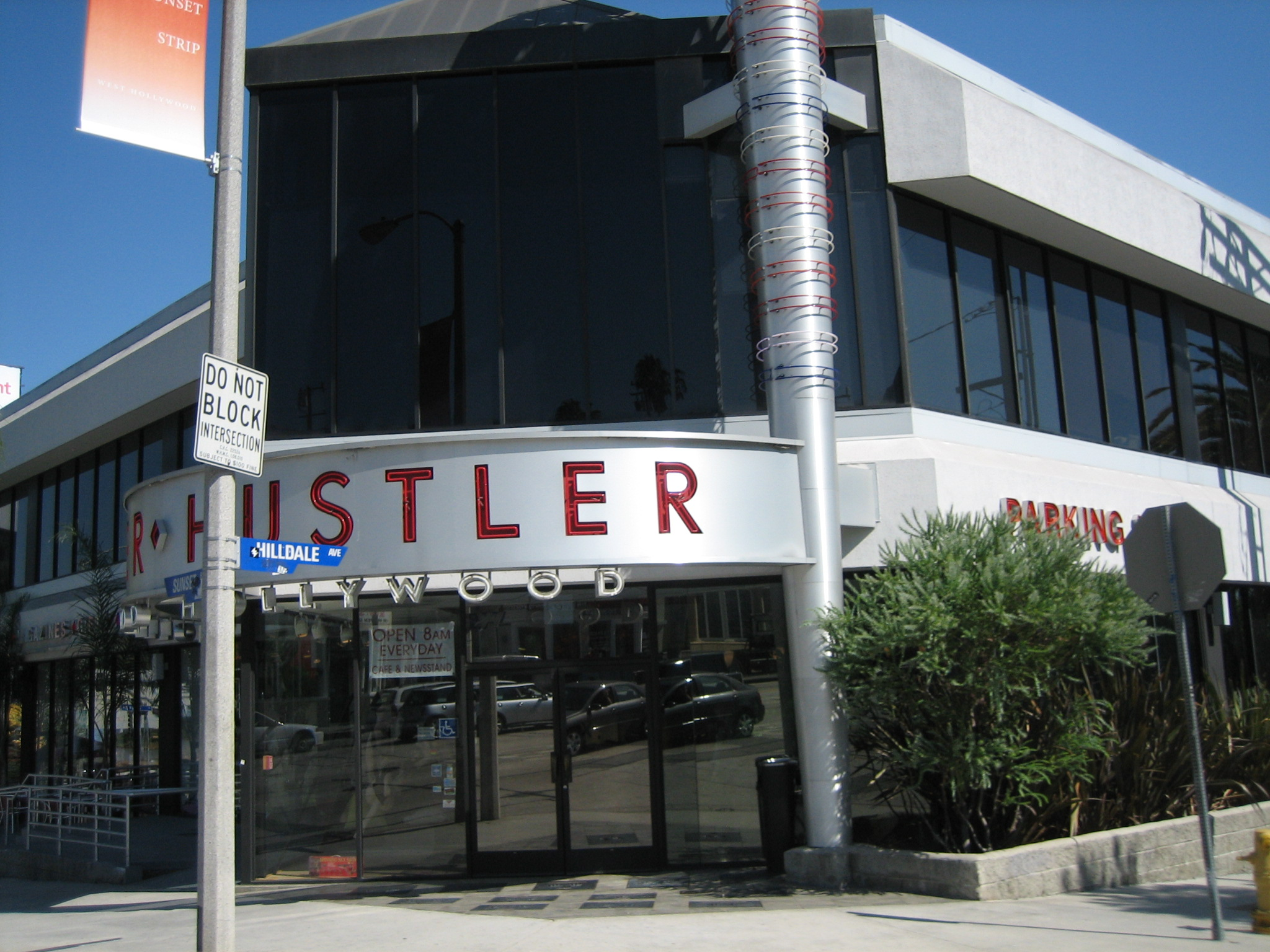
Magazzino della vendita al dettaglio di Hustler a Hollywood

Hustler ha sempre mostrato foto più dirette di qualsiasi altra rivista del settore, e ha insistito su rappresentazioni della donna che alcuni ritengono offensive, come una donna nuda in un tritacarne o presentata come un cane al guinzaglio (nonostante lo stesso Flynt ebbe poi a specificare come la donna nel tritacarne fosse una critica alla stessa industria pornografica).
Nel suo libro Images of Children, Crime and Violence in Playboy, Penthouse, and Hustler, Judith A. Reisman accusò Flynt di essere un pedopornografo, erroneamente affermando che il numero di Hustler del dicembre del 1978 conteneva immagini di un bambino di tre anni impegnato in atti sessuali. La foto in questione era un nudo di Linda Fredrickson con i suoi due bambini, di sette e cinque anni, ripreso da The Sex Atlas, in un servizio sul libro comparso nei numeri di novembre e dicembre.
Ciononostante, se madre e figli erano contenti di essere apparsi in quel libro, rimasero sconcertati nell'apprendere che quella foto era apparsa su Hustler, e sostennero la violazione della loro privacy nel caso Faloona v. Hustler. L'accusa fu respinta, poiché la madre aveva firmato una liberatoria per l'utilizzo della foto alla casa editrice del libro, che la concesse regolarmente in uso ad Hustler.
Quando Not In Our Name (NION), un'associazione di attivisti contro la guerra in Iraq, rese pubblico il supporto di Flynt a una delle loro campagne nel 2004, si attirò le antipatie della femminista attivista Aura Bogado, che accusò i leader più a sinistra di appoggiare implicitamente razzismo e misoginia allineandosi a Flynt.
Oltre a NION, la Bogado criticò Greg Palast, Amy Goodman, Susie Bright, e Amy Alkon per aver collaborato con Flynt e in qualche caso anche pubblicato articoli sulla sua rivista. Dopo esser stata attaccata con una serie di articoli e caricature a carattere sessuale su Hustler, la Bogado rese pubblica la sua indignazione in "Hustling the left", e il dibattito attorno al suo articolo suscitò simili reazioni di condanna agli stessi leader di sinistra da parte di altre femministe come Nikki Craft, e pensatori di sinistra favorevoli alla causa femminista come Stan Goff. Poco dopo la comparsa dell'articolo, il Comitato Direttivo del NION si scusò pubblicamente con la Bogado e si dissociò dal trattamento riservatole da Hustler.

## Politica
- Flynt era un elettore democratico.
- Nel 1984, per un po' di tempo fu candidato alle primarie presidenziali repubblicane contro Ronald Reagan. Nel 2003, Flynt era uno dei candidati alle elezioni per riconfermare il governatore della California Gray Davis, autoetichettandosi come "un venditore ambulante di sconcezze a cui importa". Finì settimo su 135 candidati.
- Flynt ha ripetutamente spostato l'ago della bilancia nei dibattiti pubblici, tentando di svelare scandali sessuali che riguardavano politici repubblicani o conservatori. Fu quello che fece nel corso dell'"impeachment" che vide coinvolto il Presidente Bill Clinton nel 1998 per il caso sexgate, offrendo un milione di dollari in cambio di prove o testimonianze contro politici repubblicani che sarebbero state pubblicate su The Hustler Report. Queste pubblicazioni portarono alle dimissioni dello speaker (presidente) della Camera, Bob Livingston. Nel 2007, Flynt ribadì la sua offerta di un milione di dollari e scrisse anche la prefazione al libro di Tom Breuer e Joseph Milton Amann The Brotherhood of Disappearing Pants: A Field Guide to Conservative Sex Scandals, che conteneva alcuni dei casi scottanti resi pubblici da Flynt.
- Nel 2003, dichiarò di essere in possesso di foto del soldato semplice Jessica Lynch nuda (la Lynch, catturata dalle forze irachene, era stata da poco liberata con un'irruzione in un ospedale iracheno dalle Forze Armate americane, e incensata dai media come un'eroina). Ma alla fine, Flynt non pubblicò nessuna di quelle foto, parlando della Lynch come di "una brava ragazza" che era diventata "una pedina del Governo" di George W. Bush. Comunque, rimangono alcune perplessità circa il suo effettivo possesso di quelle immagini.
- Flynt ha sostenuto le associazioni di attivisti che si sono opposti alla guerra in Iraq nel 2004 e nel 2005.
- Oppositore di Donald Trump prima ancora che entrasse in politica, ha prodotto un film pornografico-parodia del Presidente, The Donald, e ha offerto 10 milioni di dollari a chi porterà prove che conducessero all'impeachment di Trump.

## Pubblicazioni
- (EN) An Unseemly Man: My Life as a Pornographer, Pundit, and Social Outcast, con Kenneth Ross, 1996, ISBN 978-0-7871-1178-6.

## Riconoscimenti
AVN
- 2006 - Hall of Fame - Founder's Branch[26]

XBIZ
- 2004 - Industry Achievement Award[26]
- 2012 - Industry Icon Award[26]

## Citazioni e omaggi
- Nel 1996 è anche uscito un film basato sulla sua storia Larry Flynt oltre lo scandalo, con Woody Harrelson ad interpretare Flynt, Courtney Love nella parte di Althea ed Edward Norton in quella dell'avvocato Alan Isaacman. Lo stesso Flynt appare in un cameo nei panni di uno dei Giudici dell'Ohio e anche come membro della Corte nella scena del caso Jerry Falwell. Il film è diretto da Miloš Forman e co-prodotto da Oliver Stone.
- Laura Kipnis analizza la politica di classe della rivista Hustler in (Male) Desire and (Female) Disgust: Reading Hustle, ristampato nel suo libro Bound and Gagged: Pornography and Politics of Fantasy in America (Duke 1999)
- Nel 2007 è stato realizzato un documentario su di lui: Hustler: Il porno secondo Larry Flynt[27] (Larry Flynt: The Right to Be Left Alone).[28][29][30]